# Provinces du Nord-Ouest

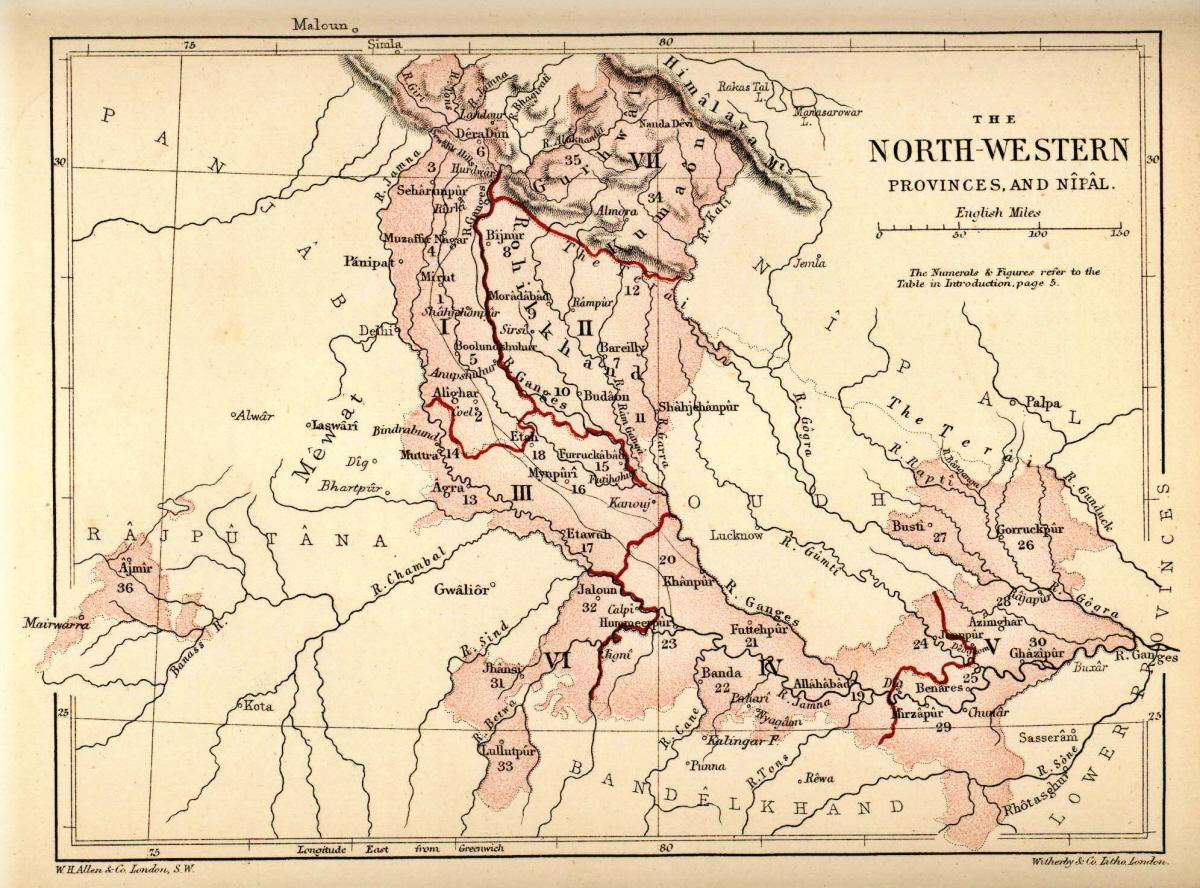
Les Provinces du Nord-Ouest à leur création en 1836 à partir de la Présidence d'Agra

Les Provinces du Nord-Ouest, en anglais North-Western Provinces, sont une grande division historique de l'Inde anglaise, de 1836 à 1902, au Nord Ouest du Bengale. Elles renfermaient les subdivisions de Delhi, Mirout, Rohilkund, Agra, Allahabad et Bénarès. Au temps de l'Inde britannique, elles ne comptaient pas moins de 32 millions d'habitants.

## Source
Cet article comprend des extraits du Dictionnaire Bouillet. Il est possible de supprimer cette indication, si le texte reflète le savoir actuel sur ce thème, si les sources sont citées, s'il satisfait aux exigences linguistiques actuelles et s'il ne contient pas de propos qui vont à l'encontre des règles de neutralité de Wikipédia.